# Jean-Pol Demacq
Jean-Pol Demacq est un homme politique de Charleroi.
Militant socialiste dès sa jeunesse, assistant social de formation, il succède à Emile Dutilleul au poste de bourgmestre de Mont-sur-Marchienne, devenant en 1974 le plus jeune bourgmestre de Belgique.

À la fusion des communes en 1977, il devient échevin de la ville de Charleroi. Dans cette fonction, qu'il a exercé sans discontinuer jusqu'en mai 2007, il s'occupait essentiellement des domaines de la culture, de l'éducation et de l'économie sociale.

Ses fonctions d'échevin de la culture l'ont également amené au poste de président du conseil d'administration du Ballet royal de Wallonie.
Il est président honoraire de l'Institut Jules Destrée.
Il a occupé le poste de bourgmestre de Charleroi faisant fonction d'octobre 2006 à décembre 2006, à la suite de la démission du bourgmestre Jacques Van Gompel.
Le vendredi 25 mai 2007, a été inculpé, de même que l'ancien bourgmestre Jacques Van Gompel, pour leur rôle dans le faux collège communal du 31 décembre 2005. À la suite de quoi, il présente sa démission, le samedi 26 mai 2007. Démission entérinée par une réunion extraordinaire du Conseil communal le 1er juin 2007, au cours de laquelle les échevins Olivier Chastel et Philippe Sonnet (MR) ont également présenté leur démission.